# 李国厚
李国厚（1915年3月3日—1998年），安徽省六安人。中国人民解放军将领、中国人民解放军开国少将。

## 生平
1929年加入共青团并参加红军，同年转入中国共产党。历任排长、连指导员、营政委、团政委。曾参加鄂豫皖根据地反围剿战争和长征。抗日战争时期，任新四军第四支队营长、第二师四旅十二团营长兼教导员，淮南津浦路西联防司令部参谋长兼独立一团团长，第二师六旅十六团团长兼政委。第二次国共内战时期，任淮南军区第六旅副旅长、鲁中军区第三军分区副司令员兼参谋长、豫皖苏军区第二军分区司令员、皖北军区警备第二旅旅长。
中华人民共和国成立后，任中国人民解放军南京军区公安军副司令员。1955年，授予中国人民解放军少将。后担任浙江军区副司令员、江苏省军区副司令员。1992年8月15日，在长春逝世。